# Jeremiah Baisako
Jeremiah Baisako (Windhoek, 13 luglio 1980) è un ex calciatore namibiano, difensore.

## Carriera

### Nazionale
Ha collezionato 18 presenze con la propria Nazionale.